# Dürrnhaar
Dürrnhaar ist ein Ortsteil von Aying im oberbayerischen Landkreis München.

## Geographie
Das Dorf liegt circa drei Kilometer nördlich von Aying an der Staatsstraße 2078.

## Baudenkmäler
Siehe auch: Liste der Baudenkmäler in Dürrnhaar
- Kapelle Zum gegeißelten Heiland, erbaut 1746
- Wasserwerk Dürrnhaar, erbaut Anfang des 20. Jahrhunderts

## Söhne und Töchter des Dorfes
- Leonhard Halmanseger (1892–1991), Kriminalbeamter und SS-Hauptsturmführer
- Anton Mayr (1922–2014), Veterinärmediziner und Hochschullehrer